# هری آماس
هری آماس (انگلیسی: Harry Amass؛ زادهٔ ۱۶ مارس ۲۰۰۷) بازیکن فوتبال اهل انگلستان است که برای باشگاه فوتبال منچستر یونایتد بازی می‌کند. 
وی همچنین در تیم‌های ملی فوتبال زیر ۱۵ سال انگلستان، زیر ۱۶ سال انگلستان، زیر ۱۷ سال انگلستان، و زیر ۱۸ سال انگلستان بازی کرده است.